# Horndal (musikgrupp)
Horndal är ett svenskt heavy metal-band inom genren sludge metal från Horndal, Dalarna, bildat 2016.
Bandet bildades 2016 av Henrik Levahn, Pontus Levahn, Erik Welén och Fredrik Boëthius Fjärem. Sedan 2023 är Daniel Ekeroth permanent medlem i bande,t även om han tidigare varit med och gjort livespelningar när Erik haft förhinder.
Horndal gör i hög utsträckning musik som skildrar bruksorten Horndals historia, vilket kommer sig av att gruppens grundare, bröderna Levahn, är uppväxta där.  Orten drabbades hårt av sågverkets och järnverkets (Horndals bruk) nedläggningar i slutet av 70-talet. Nedläggningarna resulterade i stora protester med bland annat högljudda demonstrationer inför dåvarande statsminister Thorbjörn Fälldin och även uppsättning av en teaterpjäs där delar av ortsbefolkningen deltog.
Texterna till den första EP som spelades in hos Steve Albini i USA är rena översättningar av texter från Horndalsspelet där båda föräldrarna Levahn var med och spelade amatörteater. Albumet Remains handlar om nedläggningen av järnverket och hur det påverkade hela orten. Albumet Lake Drinker handlar om Google och deras planer på att använda sjön Rossens vatten för att kyla serverhallar. Albumet Head Hammer Man handlar om järnverksarbetaren Alrik Andersson som flyttar till Horndal och blir huvudperson i de dramatiska händelser som utspelar sig i Sverige 1909 och involverar både Sveriges regering och militär. Gruppen har kontrakt med skivbolaget Prosthetic Records(en).
Bandets sångare, Henrik Levahn, har även skrivit en bok med titeln Head Hammer Man.
Vid P3 Guld-galan 2022 nominerades Horndal i kategorin Årets rock/metal.
Vid Grammisgalan 2025 nominerades de i kategorin Årets hårdrock/metal, för albumet Head Hammer Man.

## Bandmedlemmar
- Henrik Levahn – sång (2016–)
- Pontus Levahn – trummor (2016–)
- Fredrik Boëthius Fjärem – gitarr (2016–2024)
- Johan Törnqvist - gitarr (2024–)
- Erik Welén – bas (2016–2023)
- Daniel ”Dellamorte” Ekeroth – bas (2023–)

## Diskografi
Studioalbum
- 2018 – Remains
- 2021 – Lake Drinker
- 2024 – Head Hammer Man

EP
- 2017 – Horndal